# Mesamphisopus penicillatus
Mesamphisopus penicillatus is een pissebed uit de familie Mesamphisopidae. De wetenschappelijke naam van de soort is voor het eerst geldig gepubliceerd in 1940 door Barnard.